# Naïma Louali
Naïma Louali ou Naïma Louali-Raynal (berbère : ⵏⴰⵄⵉⵎⴰ ⵍⵡⴰⵍⵉ), née le 6 octobre 1960 à Tahala Taza au Maroc et morte le 3 mai 2005 à Lyon, est une chercheuse spécialiste des langues berbères. Elle a publié des trentaines de travaux dans son domaine.

## Biographie
Naima Louali naît à Tahala Taza le 6 octobre 1960. Ses recherches portent sur les langues berbères dont elle étudie la structure linguistique,,,,,,,,. Elle est chargée de recherches au CNRS. Elle effectue ses recherches et enseigne à l'Université Lumière-Lyon 2,.
Elle meurt à l'âge de 44 ans le 3 mai 2005 à Lyon des suites d'une longue maladie,.

## Publications

### Ouvrages
- Études de phonétique et de linguistique berbères: hommage à Naïma Louali (1961 - 2005), Peeters, coll. « MS. Ussun amazig », 2009 (ISBN 978-90-429-2246-4 et 978-2-7584-0080-6)
- Naïma Louali-Raynal, Nadine Decourt et Ramada Elghamis, Littérature orale touarègue: contes et proverbes, Éd. l'Harmattan, coll. « Critiques littéraires », 1997 (ISBN 978-2-7384-5494-2)
- Nadine Decourt et Naïma Louali-Raynal, Contes maghrébins en situation interculturelle, Éd. Karthala, coll. « Hommes et sociétés », 1995 (ISBN 978-2-86537-626-1)